# Clover Heart's
『Clover Heart's』（クローバーハーツ）はALcotから2003年11月28日に発売されたアダルトゲームである。

## 概要
月陽炎（すたじおみりす）を制作したスタッフによる作品である。複数の主人公による対視点型の作品であり、一つのイベントを別の視点から見ることが出来ることを売りにしている。2つの視点からプレイできるが、逆に2人の主人公が登場しているにもかかわらず片方の視点からしか見られないイベントもある。
ゲーム本編では、主に付属校最終学年の冬から本校進学後までの約半年間が描かれている。また、CDや書籍でのメディアミックス展開がされており、その中で続編となるドラマCDがリリースされている。詳細は後述。
2004年8月26日に、インターチャネルからPlayStation 2版『Clover Heart's 〜looking for happiness〜』、2004年12月29日・30日（コミックマーケット67）にはファンディスク『Clover Heart's append disc TOYつめちゃいましたっ』が発売された。また、2006年1月26日には電脳CLUBからDVDPG版が発売されている。2010年10月28日には、本編とファンディスク、オリジナルミニアルバムをセットにした『Clover Heart's Twin's Pack』が発売されている。また、2013年9月27日発売予定の『ALcot Classic Works 2013』には本編と『TOYつめちゃいました』のほか、『looking for happiness』のPC移植版も収録されることになっている。
携帯電話アプリとしては、2005年12月28日には美少女携帯ゲームサイト「もえぷり」にて、FOMA用iアプリ『Clover Heart's for MOBILE』が配信されており、携帯美少女ゲーム配信サイト「美少女☆クオリティ」にて、2008年3月3日よりSoftBank 3G用S!アプリ版、2008年5月12日よりFOMA用iアプリ版『Clover Heart's』が配信されている。
2013年8月30日にALcot10周年記念作品として、本作の10年後を舞台にした新作『Clover Day's』（クローバーデイズ）を製作、2014年に発売された。

### PC版とPS2版の相違点
（出典：）
- 18禁部分に該当するシーンの削除、表現の変更
- 3章の分岐先が愛理ルートに変更されている
- おまけシナリオの変更、追加

## ストーリー
（出典：）
港を見下ろす街にたたずむ洋館、そこには南雲白兎と夷月の双子の兄弟が住んでいた。しかし2人は過去に起きたある出来事がきっかけで、家の中でも疎遠となり、かみ合わない生活を過ごしていた。
そうしたある日のこと、外交官である父から「双子の姉妹を迎え入れてやって欲しい」という連絡が入る。突然の一報に対処することもできず、そのままロシアからやってきた御子柴莉織・玲亜の姉妹が屋敷で暮らすこととなった。
4人は屋敷や学園での生活を過ごしていく中で、次第に互いの関係性を意識するようになる。そして、恋愛感情が深まっていく中で、それぞれの過去や家族という事柄に向かい合うこととなる。

## 登場キャラクター

### メインキャラクター
南雲 白兎（なぐも はくと）
声：一色ヒカル
誕生日:7月3日 血液型:A型 身長:152cm
好きなこと・もの:何気ない楽しい談話 好物:ミルクティー 特技:テレビゲーム
好きな言葉:何とかなるさ
白兎編主人公。夷月とは双子（兄）。
夷月の双子の兄であるが過去の事件がきっかけで絶縁状態。
雄基、凛とは幼馴染みで親友。成績は中ぐらいで、趣味はゲームをする事。
女顔である事にコンプレックスを抱いている、そのことをよく凛にからかわれている様である。
自分の家が嫌いで、学校に居場所を求めていたが、玲亜との出会いで次第に変わってゆく。
南雲 夷月（なぐも いつき）
声：如月葵
誕生日:7月3日 血液型:A型 身長:152cm
好きなこと:一人で過ごすこと 好物:肉じゃが 特技少林寺拳法
好きな言葉:男に二言はない
夷月編主人公。白兎とは双子（弟）。
白兎の弟に当たるが過去の事件から白兎を毛嫌いしている。家には寄り付かずに繁華街やゲーセンをうろつき夜遊びをする事が多い。
プライドが高く、常に自己鍛錬を怠らない。入学当初から学年トップの成績を誇り、喧嘩も束になった不良を蹴散らす程強い。
白兎と同じく顔にコンプレックスを抱いており、女顔を馬鹿にされるとキレる。
他人を寄せ付けず、一人で居る事を望んでいるが、莉織との出会いで変わる事になる。
御子柴 玲亜（みこしば れあ）
声：文月かな
誕生日:4月24日 血液型:B型 身長:147cm 3サイズ:B/76W/53/H79
好きなもの:かまってくれる人・外に出ていろいろ見て回ること。
好物:パンプキンシチュー 特技:パン焼き・お菓子作り
好きな言葉: あなたを溶かすぬくもりになりたい。
白兎編メインヒロイン。ロシアからの帰国子女。莉織とは双子（妹）。
明朗快活な性格で、好奇心旺盛。莉織に甘やかされた為わがままで調子が良いが,周囲からは不思議と嫌われない得な性分。
言動や行動に幼い所が残っており、たびたび白兎を困らせるのだが日本の環境に慣れ始めると、今度は白兎を異性として意識する様になる。
凛や夷月、莉織には及ばないが成績は優秀。ただし授業態度は不真面目。テスト前は白兎の家庭教師役も務める。
御子柴 莉織（みこしば りお）
声：楠鈴音
誕生日:4月24日 血液型:B型 身長:147cm 3サイズ:B/76W/52/H78
好きなもの:オルゴール・チェス・フルート
好物:ロシアンティー・コルネット 特技:チェス・フルート・料理
好きな言葉: 自分自身を幸福だと思わない人は決して幸福になれない
夷月編メインヒロイン。ロシアからの帰国子女。玲亜とは双子（姉）。
玲亜の姉、青いリボンにアンテナの様な髪が特徴的である。玲亜を非常に可愛がっており、普段はおとなしい落ち着いた性格だが玲亜の事となると別人の様に怒り出す。
成績は夷月を越して1位になってしまう程優秀。走っていても息が切れずに喋れると言う特技(?)がある。
人と接する事を拒む夷月の事をどうにかしたいと思い行動するのだが……。
酒を飲むと性格が反転してしまうため、タブーとされている。
駒宮 ちまり（こまみや ちまり）
声：金田まひる
誕生日:3月1日 血液型:AB型 身長:135cm 3サイズ:B70/W49/H72
好物:洋菓子全般 特技:料理全般
好きな言葉:あきらめは自分自身への最大の侮辱である
白兎編サブヒロイン。 玲亜とは白兎を取り合うライバルとして、転校当初は反目するが後に1番の親友となる。
白兎・凛・雄基とは幼馴染み。夷月とも面識はある模様。
小学校時代は、白兎と両想いだったが父親の仕事の都合で転校してしまう。しかし高校進学を機に戻って来る。
小柄であどけない容姿とは裏腹に、リーダーシップに富んだ熱血少女。自他共に厳しい生粋の努力家。
榊 円華（さかき まどか）
声：YUKI
誕生日:9月30日 血液型:A型 身長:162cm 3サイズ:B83/W59/H86
好きなこと:料理 好物:ハンバーグ 特技:編み物
好きな言葉:希望を抱き続けるのは難しい。それを捨てることはもっと難しい。
夷月編サブヒロイン。夷月達よりもひとつ年上の先輩。容姿端麗・学業優秀・料理上手で学園のアイドル的存在。
夷月とは、賢治から護ってもらい恋人同士のように振る舞うという「契約」を結んでいる。
一見非常に穏やかな性格だが、人の好き嫌いは激しく莉織とは度々対立する。

### サブキャラクター
榊 賢治（さかき けんじ）
声：間寺司
円華の弟。極度のシスターコンプレックス。スマートな美少年。繊細な美貌とは裏腹に短気で柄が悪く、裏では子分と悪さをしている。
円華を「姉」としてではなく「女」として求めてしまう。夷月の事を敵視しており、どうにかしようと手を尽くしてくる。
葉山 雄基（はやま ゆうき）
声：大久保けんたろう
白兎・夷月達の幼馴染。
白兎とは良き親友であるが、夷月とはライバルの様な関係にある。
好色な所が多いがオープンな性格のため、女子の受けは悪くないようだ。実家が寿司屋のためか江戸っ子気質で口調もそれに順ずる。
成績は下の方らしく、テスト前にはいつも苦戦している。
ちまりに片思いをしており、ちまり以外のヒロインのルートでは彼女と交際を始めることが示唆される。
飛鳥 凛（あすか りん）
声：青山ゆかり
誕生日:6月6日 血液型:A型 身長:150cm 3サイズ:B74/W55/H80
好きなもの:屋上からソラを見上げること 好物:イチゴオレ 特技:親父ギャグ
好きな言葉:人生万事塞翁が馬
白兎・夷月達の幼馴染。美しい黒髪と涼やかな目元が特徴的な凛とした美少女。
見た目に反して性格はセクハラオヤジそのもの、白兎や玲亜にはよくちょっかいを出している。
夷月に接している数少ない人物でもある。莉織には恋愛感情に近い物を抱いている様子。
経験豊富と思われるが単に耳年増なだけであり、そのことを夷月に見破られてしまうエピソードもある。
成績はトップレベルであり、ゲーム序盤の付属校の最終学年時代ではクラス委員長を勤めている。
玲亜・莉織からの愛称は「あすりん」（命名・玲亜）
乃木坂 久遠（のぎさか くおん）
声：乃田あす実
誕生日:11月11日 血液型:A型 身長:165cm 3サイズ:B86/W62/H87
好きなこと:人をからかうこと 好物:ウィスキー 特技:護身術
好きな言葉:この世界は素晴らしい。戦う価値がある。
玲亜・莉織のメイドであり、姉・母親的存在。
家事万能で特に料理の腕前は高い。メイドだけではなく白兎・夷月も含めた4人の保護者役をも担う。
重火器を操り、夷月も簡単に倒してしまう程の体術の使い手。
白兎・夷月の父親とも関係があるようだが……。
ロベルト＝イチモンヂ
声：中澤歩
南雲家の執事。温和な中年紳士。
「執事」と言う立場から白兎・夷月とは一線を置いた立場で接している。古武術の達人であり、気配を消して行動できる。
西園寺（さいおんじ）先生
声：一条和矢
付属校最終学年での夷月・白兎の担任。メンバーが本校に移ってからは化学の教科担任としてのみ登場する。女口調で喋る。
夷月編での登場が多い。眼鏡と総髪が特徴的な白皙の美男子。つかみどころのない言動から夷月から煙たがられているが、生徒想いの優しい教師。
桃瀬 愛理（ももせ あいり）
声：成瀬未亜
PS2版追加キャラクター。
白兎・夷月編の両方に登場、どちらのルートで出会ったかによって登場、性格などは異なる。
攻略対象と言うよりは愛理を中心に主人公とヒロインが成長すると言う展開になっている。
桃瀬 拓真(ももせ たくま）
PS2版追加キャラクター。
愛理の父親。地方の裕福な名家に生まれるが、実家の古い因習を嫌い愛理の母親と駆け落ちする。
愛理の母親が病死後、一人で愛理を育てていた。現在は深刻な病で入院中。

## スタッフ
（出典：）
- 企画: 河原巽
- シナリオ：宮蔵、大三元
- キャラクターデザイン・原画：仁村有志
- キャラクター原案: 仁村有志、青山駿、河原巽
- 音楽：Manack、まにょっ(Little Wing)
- 背景: 有限会社草薙、misato

## 売上
正式な本数は不明だが、ALcotで一番売れたタイトルで、移植込みで2万本以上出ていたのではないかと2024年の対談で語られている。

## 批評
『ファミ通』2004年9月3日号にて『Clover Heart's ～looking for happiness～』のレビューが掲載された。4人のレビュアーがそれぞれ6, 6, 6, 6点をつけ、40点満点中24点を得た。双子それぞれの物語が用意されているのが大きな特徴だとされ、主人公の個性が刺激的で引き込まれるとの意見が寄せられた。シナリオに対しては、重い人間関係を破綻せずにまとめたテキストはこだわりの作りである、全体のテーマは徐々に現れるが章ごとの密度の薄さが気になる、キャラごとに雰囲気の異なるシナリオは非常に読み応えがあるなどと述べられた。

## 主題歌
（出典:）
オープニングテーマ「Clover Heart's」
歌：真理絵 / 作詞：宮蔵 / 作曲：Manack
玲亜エンディングテーマ「たとえば」
歌：KIRIKO / 作曲：hiko
莉織エンディングテーマ「坂道」
歌：KIRIKO / 作曲：hiko

## メディアミックス商品

### 書籍
Clover Heart's ビジュアルファンブック
グラビア、PC版の攻略法、設定資料集などを収録したムック。
2004年2月20日発売。出版: エンターブレイン。ISBN 4-7577-1778-4
Clover Heart's ～looking for happiness～ 公式ガイド
PS2版の攻略本。シナリオ攻略の他、設定画集などを収録。
出版: ソフトバンクパブリッシング。ISBN 4-7973-2824-X

### 音楽
Clover Heart's Complete Tracks
ゲーム中で使われた楽曲とBGMに加え、オープニング曲とエンディング曲のフルバージョンを収録したCDアルバム。
2004年3月5日発売。発売・販売元: データム・ポリスター。
Clover Heart's パーフェクトアレンジアルバム
ゲーム中で使用された楽曲の再アレンジ版を収録したCDアルバム。
2004年5月26日発売。発売元: モモアンドグレープス、販売元:キングレコード。
Clover Heart's ～four leaves' summer～ #1
夏を舞台に、白兎と玲亜のカップルを主人公にした、ゲームの続編となるドラマCD。
2004年8月13日発売。発売元: マリン・エンタテインメント。
Clover Heart's ～four leaves' summer～ #2
夏を舞台に、莉織と夷月のカップルを主人公にした、ゲームの続編となるドラマCD。
2004年10月22日発売。発売元: マリン・エンタテインメント。